# 德文 (乾隆進士)
德文（？—1819年），字煥章，瓜爾佳氏，滿洲正白旗人。清朝政治人物。
以恩監生中式乾隆三十五年舉人。乾隆五十五年（1790年）進士。選翰林院庶吉士，散館授檢討。乾隆六十年（1795年）任國子監司業。歷官翰林院侍講學士、內閣學士、鑲黃旗蒙古副都統、盛京戶部侍郎等職。嘉慶九年（1804年）任禮部右侍郎，改兵部右侍郎。官至禮部尚書。
孙子景霖、恩霖均为道光年间进士。